# Salvador Maluquer i Aytés
Salvador Maluquer i Aytés   (Enviny, 1810 - Barcelona, 25 de desembre de 1887) fou un polític català, pare de Joan Maluquer i Viladot.

## Biografia
Membre del Partit Progressista, en fou elegit diputat a la Diputació de Barcelona pel Districte Segon el 1860, i el gener 1864 fou el primer president de la Diputació escollit pels mateixos diputats. Deixà el càrrec l'octubre de 1866, quan el general Serrano va dissoldre la corporació. Després de la revolució de 1868 fou escollit alcalde de Barcelona, càrrec que ocupà entre octubre de 1868 i gener de 1869. Després tornà a la Diputació, on fou novament president entre 1871 i juliol de 1872. Després de mantenir-se al marge durant la Primera república Espanyola, després del pronunciamiento d'Arsenio Martínez Campos que provocà la restauració borbònica fou elegit diputat per la circumscripció de Granollers i nou president de la Diputació entre febrer de 1874 i gener de 1875, quan va dimitir.
Durant el seu mandat com a president de la Diputació va ser restaurat el cos policial dels Mossos d'Esquadra i la Diputació va subvencionar el tram de Vic del ferrocarril que anava de Granollers a Sant Joan de les Abadesses.
Fou enterrat al Cementiri del Poblenou (Dep. I, illa 2a, núm. 98).